# Lars Henrik Törnroth
Lars Henrik Törnroth, född 24 november 1796 i Kjulo socken, Finland, död 13 augusti 1864 i Helsingfors, var en finländsk läkare. 
Törnroth blev student vid Kejserliga Akademien i Åbo 1814, filosofie doktor 1819 och medicine licentiat 1822, var en tid stadsfysikus i Lovisa samt provinsialläkare och blev 1833 lasarettsläkare i Viborg och samma år stadsfysikus i Åbo. År 1834 utnämndes han till adjunkt i kirurgi och förlossningskonst, var 1838–1857 professor i samma ämnen vid Helsingfors universitet samt blev 1844 arkiater. Åren 1856–1863 var han generaldirektör för Medicinalverket i Finland. 
Förutom några akademiska avhandlingar och smärre skrifter utgav han en i Finland länge nyttjad Lärobok för barnmorskor (1843) samt (tillsammans med professor Immanuel Ilmoni) Analecta clinica iconibus illustrata (1851-1854).

## Utmärkelser
- Sankt Vladimirs orden, fjärde klassen,  1846[2]
- Sankt Annas orden, andra klass,  1854[2]
- Sankt Annas orden, andra klass med kejsarkrona,  1855[2]

[Redigera Wikidata]